# Giovanni Brusatori
Giovanni Brusatori, alias Giovanni Brusadori (Milano, 4 luglio 1946), è un attore, doppiatore, dialoghista e direttore del doppiaggio italiano.

## Biografia

### Attore
Inizia nel 1967 come attore nel film L'uomo del colpo perfetto. Due anni dopo partecipa al film Sotto il segno dello scorpione e successivamente recita, fino al 1987, in altri 17 film.
Brusatori ha preso parte a diversi film: 4 minuti per 4 miliardi, dove interpreta Luca, Gli assassini sono nostri ospiti, Il vizio ha le calze nere Il delitto Matteotti, con Vittorio De Sica, Povero Cristo, Porca società. Ha lavorato inoltre con la 20th Century Fox, nel film Cagliostro.
Nel 1981 partecipa al film Bianco, rosso e Verdone, nel ruolo del medico. Nel 1992 partecipa al suo ultimo film, Cronaca nera, per poi intraprendere la professione di insegnante in una scuola di Napoli.

### Doppiatore
Come doppiatore inizia nei primi anni ottanta, doppiando Robbie Robbie e la voce narrante in Yattaman, di cui fu anche direttore di doppiaggio, oltre a fare sempre la voce narrante nelle serie anime Mademoiselle Anne e Calendar Men, di cui ha diretto il doppiaggio. Ha inoltre diretto il doppiaggio di tre telenovelas, tra cui Terre del finimondo, e il doppiaggio di numerosi cartoni animati e anime, fra i quali sono presenti: Lo scoiattolo Banner, L'Uomo Tigre, Mimì e la nazionale di pallavolo e la serie storica di Doraemon.

### Regista e sceneggiatore
Ha fatto lo sceneggiatore nel film Le evase - Storie di sesso e di violenze, di cui è stato anche regista con lo pseudonimo di Conrad Brueghel, ed ha sceneggiato I promessi sposi, andato in onda su Rai 1 nel 1967.

## Filmografia parziale
- L'uomo del colpo perfetto, regia di Aldo Florio (1967)
- Sotto il segno dello scorpione, regia di Paolo e Vittorio Taviani (1969)
- Il delitto Matteotti, regia di Florestano Vancini (1973)
- Gli assassini sono nostri ospiti, regia di Vincenzo Rigo (1974)
- Cagliostro, regia di Daniele Pettinari (1975)
- Il vizio ha le calze nere, regia di Tano Cimarosa (1975)
- Povero Cristo, regia di Pier Carpi (1976)
- Porca società, regia di Luigi Russo (1978)
- Blue Movie, regia di Alberto Cavallone (1978)
- Bianco, rosso e Verdone, regia di Carlo Verdone (1981)
- La belva dalla calda pelle, regia di Bruno Fontana (1982)
- Cronaca nera, regia di Faliero Rosati (1992)

## Doppiaggio

### Cinema
- Geoffrey Blake ne L'ammiratore segreto

### Cartoni animati
- Robbie Robbie in Yattaman
- Daigo Daimon in L'Uomo Tigre
- Gocha in Lo scoiattolo Banner (2°voce)
- Tomato in Gigi la trottola
- Thomas Thompson in Ransie la strega
- Hakuro Shimitzu in Mimì e la nazionale di pallavolo
- Herald Bond in X-Bomber
- Voce narrante in Mademoiselle Anne, Gigi la trottola, Yattaman e Calendar Men

### Direttore del doppiaggio[3]
- Telenovelas: Terre del finimondo, Portami con te, Fragole verdi
- Cartoni animati: Yattaman, L'Uomo Tigre II, Superauto Mach 5, Mimì e la nazionale di pallavolo, Il mago pancione Etcì, Lo scoiattolo Banner, Doraemon

## Libri
- I viaggi d'autore, 2015